# Hinterindien

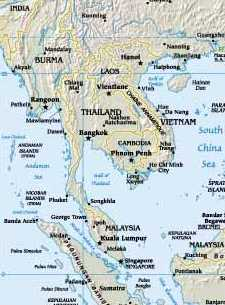
Die Hinterindische Halbinsel: Indochinesische Halbinsel (Bildmitte) und Malaiische Halbinsel im Süden

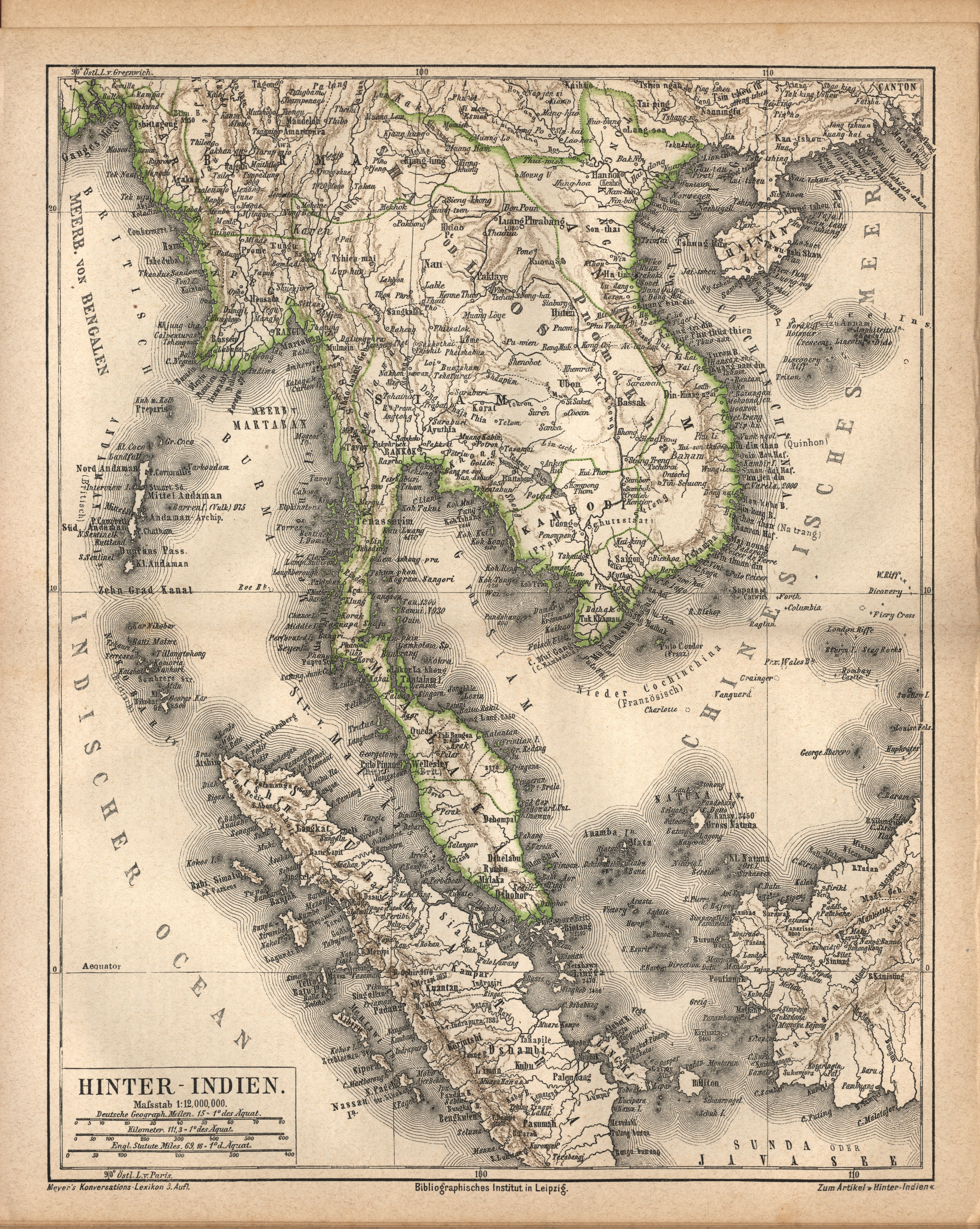
Historische Karte von Hinterindien aus Meyers Konversations-Lexikon, 1876

Die Halbinsel Hinterindien (auch Hinterindische Halbinsel oder Südostasiatische Halbinsel) in Südostasien umfasst die große und weitläufige Indochinesische Halbinsel und die kleinere, aber sehr langgestreckte Malaiische Halbinsel.

## Begriff
Der alte deutsche Begriff „Hinterindien“ bezeichnete den aus europäischer Sicht hinteren Teil des als indisch verstandenen Gebietes. Der vordere Teil wurde „Vorderindien“ genannt. Die Begriffe sind also aus einer eurozentrischen Perspektive entstanden und gelten zunehmend als überholt. Als politisch-kultureller Raum wird stattdessen „südostasiatisches Festland“, „Festlandsüdostasien“ oder „Kontinentalsüdostasien“ (zu englisch Mainland Southeast Asia) verwendet. Dies schließt jedoch über die Halbinsel Hinterindien hinaus auch den Norden Vietnams, Laos und Myanmars, teilweise auch den äußersten Süden Chinas (Yunnan) mit ein.

## Geographie
Im Nordwesten grenzt die Hinterindische Halbinsel an Bangladesch und Indien, im Norden an China (siehe auch unten bei „Staaten“). Im Osten grenzt sie an das Südchinesische Meer (mit Golf von Thailand und Golf von Tonkin), im Westen an Randmeere des Indischen Ozeans (Golf von Bengalen, Andamanensee) und die Malakkastraße.
Im Süden reicht Hinterindien beinahe bis an den Äquator. Die südliche Spitze der Malaiischen Halbinsel ist durch eine schmale Meerenge (die Straße von Johor, etwa einen Kilometer breit) von Singapur getrennt.

## Teilgebiete und Abgrenzung
Die Hinterindische Halbinsel besteht aus einem Nordteil und aus einer südlich angelagerten Halbinsel:
- Indochinesische Halbinsel
- Malaiische Halbinsel – der Südteil heißt Malakka-Halbinsel

Die Grenze der Hinterindischen Halbinsel zum übrigen asiatischen Kontinent entspricht etwa einer gedachten, der Erdkrümmung folgenden Linie von Chittagong in Bangladesch nach Hải Phòng in Vietnam.

## Meere
An die Hinterindische Halbinsel grenzen diese Meere und Meeresgebiete:
- Indischer Ozean
  - Andamanensee
  - Golf von Bengalen
  - Malakkastraße
- Pazifischer Ozean
  - Malakkastraße
  - Südchinesisches Meer
    - Golf von Thailand
    - Golf von Tonkin

## Staaten
Auf der Hinterindischen Halbinsel liegen diese Staaten oder Teilbereiche von ihnen:
- Kambodscha – kompletter Staat
- Laos – Mittel- und Südteil des Staats
- Malaysia – Westteil des Staats
- Myanmar (Burma) – Südteil des Staats
- Thailand (Siam) – kompletter Staat
- Vietnam (Champa) – Mittel- und Südteil des Staats

## Anrainerstaaten
Anrainerstaaten der Hinterindischen Halbinsel bzw. von Hinterindien sind:
- China – grenzt im Norden an den Hauptteil Hinterindiens
- Indonesien – liegt im Süden jenseits der Malakkastraße
- Singapur – liegt im Süden jenseits der Johorstraße